# پوشش زنان در ایران

سیر تحول پوشش زنان ایرانی از دوران باستان تا معاصر

پوشش زنان در ایران به مجموعه‌ای از شیوه‌های پوشش بدن و سر توسط زنان در گستره تاریخی و جغرافیایی ایران اشاره دارد که تحت تأثیر مؤلفه‌های فرهنگی، مذهبی، اجتماعی و سیاسی شکل گرفته‌است. این پوشش در دوره‌های مختلف تاریخی تحولات چشمگیری را تجربه کرده و به یکی از موضوعات بحث‌برانگیز در جامعه معاصر ایران تبدیل شده‌است.

## تاریخچه

### دوران پیش از اسلام
بر اساس شواهد باستان‌شناسی و متون تاریخی:
- در دوره هخامنشیان (۵۵۰-۳۳۰ ق.م)، زنان اشراف از لباس‌های بلند با آستین‌های گشاد و تزئینات طلایی استفاده می‌کردند.[۱]

- در دوره ساسانیان (۲۲۴-۶۵۱ م)، استفاده از نقاب (پوشش صورت) در میان زنان طبقات بالای جامعه رایج بود.[۲]

### قرون وسطی و دوره اسلامی
- در دوره صفویه (۱۵۰۱-۱۷۳۶ م)، چادر به عنوان نماد هویت شیعی ترویج شد. جهانگردان اروپایی مانند ژان شاردن گزارش داده‌اند که زنان اصفهانی از چادرهای سیاه ابریشمی استفاده می‌کردند.[۳]

- در دوره قاجاریه (۱۷۸۹-۱۹۲۵ م)، زنان درباری از چادرهای مخملین با تزئینات طلایی استفاده می‌کردند، در حالی که زنان روستایی پوشش ساده‌تری داشتند.[۴]

### دوره مدرن
- در سال ۱۳۱۴ خورشیدی، رضاشاه پهلوی با تصویب قانون «متحدالشکل نمودن البسه»، استفاده از هرگونه پوشش سنتی را در اماکن عمومی ممنوع کرد.[۵]

- در دوره محمدرضا پهلوی (۱۹۴۱-۱۹۷۹)، اگرچه حجاب اجباری نبود، اما زنان بی‌حجاب در موقعیت‌های شغلی و تحصیلی ارجحیت داشتند.[۶]

## دوره جمهوری اسلامی

### قوانین حجاب
- در ۱۳۵۸: الزام حجاب برای زنان شاغل در بخش دولتی

- در ۱۳۶۳: تصویب قانون مجازات اسلامی با مجازات‌هایی تا ۷۴ ضربه شلاق برای عدم رعایت حجاب[۷]

- در ۱۳۹۴: تصویب «طرح تقویت عفاف» با جریمه نقدی برای «بدحجابی»

### سازوکارهای نظارتی
- گشت ارشاد: تأسیس در ۱۳۸۵ با ۷۰۰۰ نیروی فعال در ۱۴۰۰[۸]

- سامانه‌های هوشمند تشخیص پوشش: راه‌اندازی در ۱۴۰۱ با استفاده از فناوری تشخیص چهره

## تنوع قومی
| قوم | پوشش سر | پوشش بدن | کرد شال سفید (کلاغه) دامن پرچین (کراس) | بلوچ سربند رنگارنگ (پشتوار) پیراهن بلند (جامگ) | ترکمن روسری ابریشمی (یاقلق) کت بلند (چپق) |

## جنبش‌های اعتراضی

### دهه ۱۳۶۰
- ۱۳۶۲: اعتراضات بازار تهران علیه حجاب اجباری

- ۱۳۶۳: دستگیری ۲۰۰۰ زن در تهران به دلیل «بدحجابی»[۹]

### جنبش دختران خیابان انقلاب (۱۳۹۶-اکنون)
- آغازگر: ویدا موحد در ۲۹ دی ۱۳۹۶

- شیوه اعتراض: ایستادن روی سکوهای عمومی با برداشتن روسری

- آمار دستگیری: ۳۴۰ مورد تا ۱۴۰۲[۱۰]

### خیزش ۱۴۰۱
- نقش کلیدی زنان در ۷۸٪ از تجمعات اعتراضی

- شعار محوری: «زن، زندگی، آزادی»

- آمار بازداشت: ۱۹۰۰۰ زن تا دی ۱۴۰۱[۱۱]

## وضعیت کنونی
- ۱۴۰۲: اجرای «طرح نصب‌العملی عفاف» با محرومیت خدمات بانکی برای بدحجابان

- ۱۴۰۳: استفاده ۴۳٪ زنان تهرانی از روسری نیمه‌عقب[۱۲]

- ظهور پدیده «اعتراض خاموش» با استفاده از پوشش نمادین (رنگ سفید، شال سبز)